# George Weigel

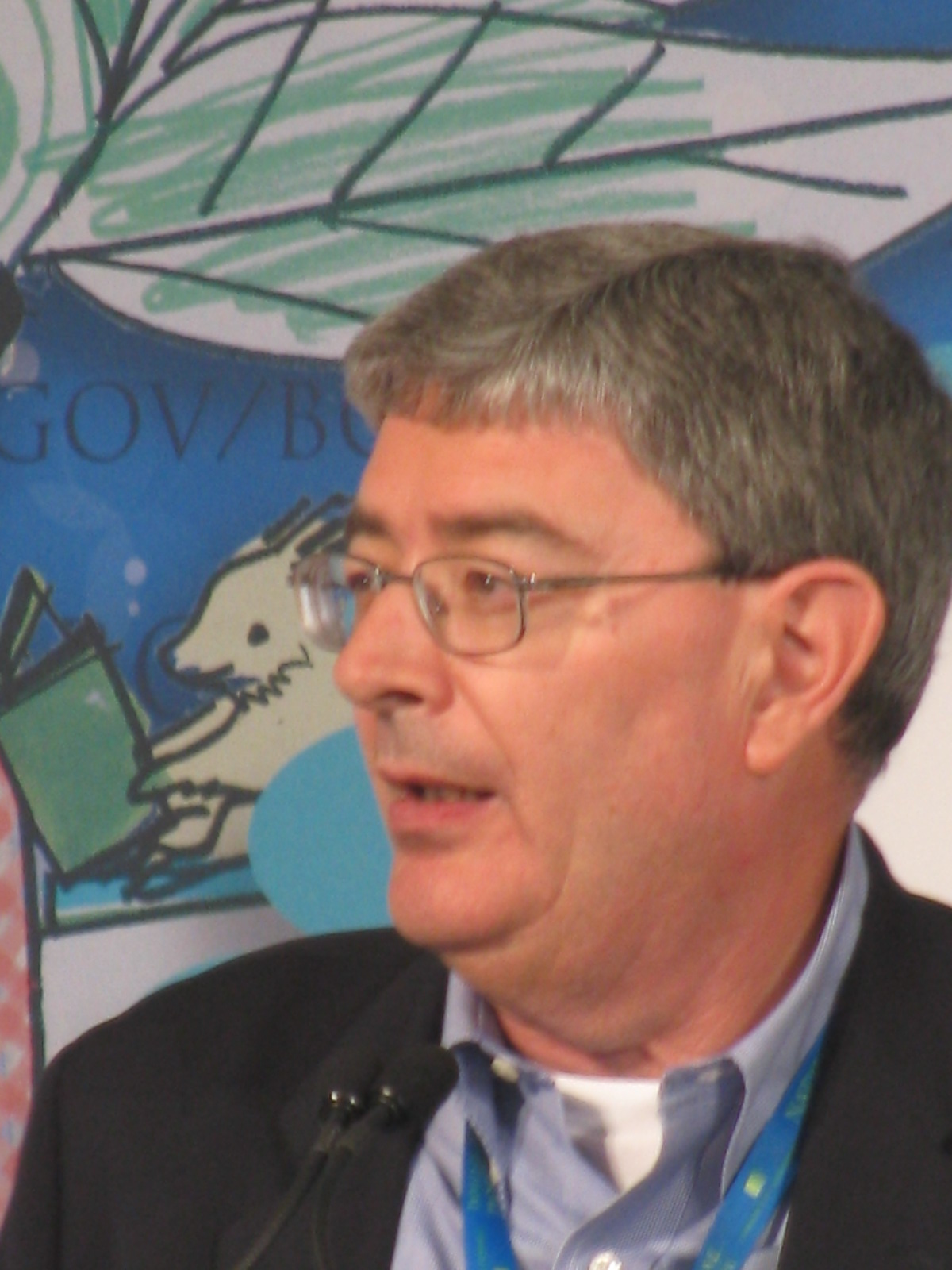
Weigel in 2013

George Weigel (Baltimore, 1951 - ) is een Amerikaans publicist en katholiek theoloog.
In de Verenigde Staten is hij een van de belangrijkste commentatoren op gebied van religie en de samenleving in het algemeen. Zijn wekelijkse column, The Catholic Difference, wordt in 60 tijdschriften gepubliceerd. Hij is verder ook bekend voor zijn biografie van Paus Johannes Paulus II, Witness to Hope (Getuige van Hoop) die in de herfst van 1999 in vier talen verscheen (Engels, Frans, Italiaans en Spaans). Dit boek werd later nog in het Pools, Portugees, Slowaaks, Tsjechisch, Sloveens, Russisch en Duits vertaald.  Weigel baseerde zich voor dit boek onder meer op meer dan 18 uren interview met de voormalige kerkvorst. In 2001 verscheen er een documentaire over het leven van Paus Johannes Paulus II die zich baseerde op Weigels boek.
Hij kreeg tot nu toe acht eredoctoraten en ontving tevens de medaille Pro Ecclesia et Pontifice.
Weigel leeft met zijn vrouw Joan en drie kinderen in North Bethesda, Maryland.

## Opleiding en loopbaan
Weigel groeide op in Baltimore, Maryland. Hij volgde zijn studies aan het St. Mary’s Seminary College] in zijn geboortestad en aan de University of St. Michael’s College in Toronto. In 1975 verhuisde hij naar Seattle om er les te geven aan de St. Thomas Seminary School of Theology in Kenmore. Van 1977 tot 1984 werkte hij aan de World Without War Council van Greater Seattle.  In 1984-85 werkte hij aan het Woodrow Wilson International Center for Scholars in Washington, D.C.  In die periode schreef hij het boek Tranquillitas Ordinis: The Present Failure and Future Promise of American Catholic Thought on War and Peace (Oxford University Press, 1987).
Weigel stond van 1986 tot 1989 aan het hoofd van de James Madison Foundation, die door het Amerikaanse Congres in 1986 opgericht werd.  Van 1989 tot juni 1996 stond Weigel aan het hoofd van de Ethics and Public Policy Center (EPPC).  Vandaag is hij nog steeds Senior Fellow aan dit instituut.
Weigel ondertekende in 1997 de princiepsverklaring van de denktank Project for the New American Century.

## Oeuvre
- Tranquilitas Ordinis: The Present Failure Promise of American Catholic Thought on War and Peace (Oxford University Press, 1987)
- Cathlolicism and the Renewal of American Democracy (Paulist, 1989)
- The Final Revolution: The Resistance Church and the Collapse of Communism (Oxford, 1992)
- Soul of the World: Notes on the Future of Public Catholicism (Eerdmans, 1994)
- Witness to Hope: Biografie van Paus Johannes Paulus II (1999)
- The Truth of Catholicism: Ten Controversies Explored (HarperCollins, 2001)
- The Courage To Be Catholic: Crisis, Reform, and the Future of the Church (Basic Books, 2002)
- Letters to a Young Catholic (Basic, 2004)
- The Cube and the Cathedral: Europe, America, and Politics Without God (Basic, 2005)